# Cacateco
Cacateco är en ort i Mexiko.   Den ligger i kommunen Huejutla de Reyes och delstaten Hidalgo, i den sydöstra delen av landet, 210 km norr om huvudstaden Mexico City. Cacateco ligger 128 meter över havet och antalet invånare är 491.
Terrängen runt Cacateco är platt åt nordväst, men åt sydost är den kuperad. Runt Cacateco är det ganska tätbefolkat, med 65 invånare per kvadratkilometer. Närmaste större samhälle är Huejutla de Reyes, 9,9 km väster om Cacateco. Omgivningarna runt Cacateco är en mosaik av jordbruksmark och naturlig växtlighet.